# غويندولين بلاك
غويندولين بلاك هي موسيقية كندية، ولدت في 1 أغسطس 1911 في مدسين هات في كندا، وتوفيت في 28 فبراير 2005 في Sackville, New Brunswick ‏ في كندا.